# 九大學研都市站

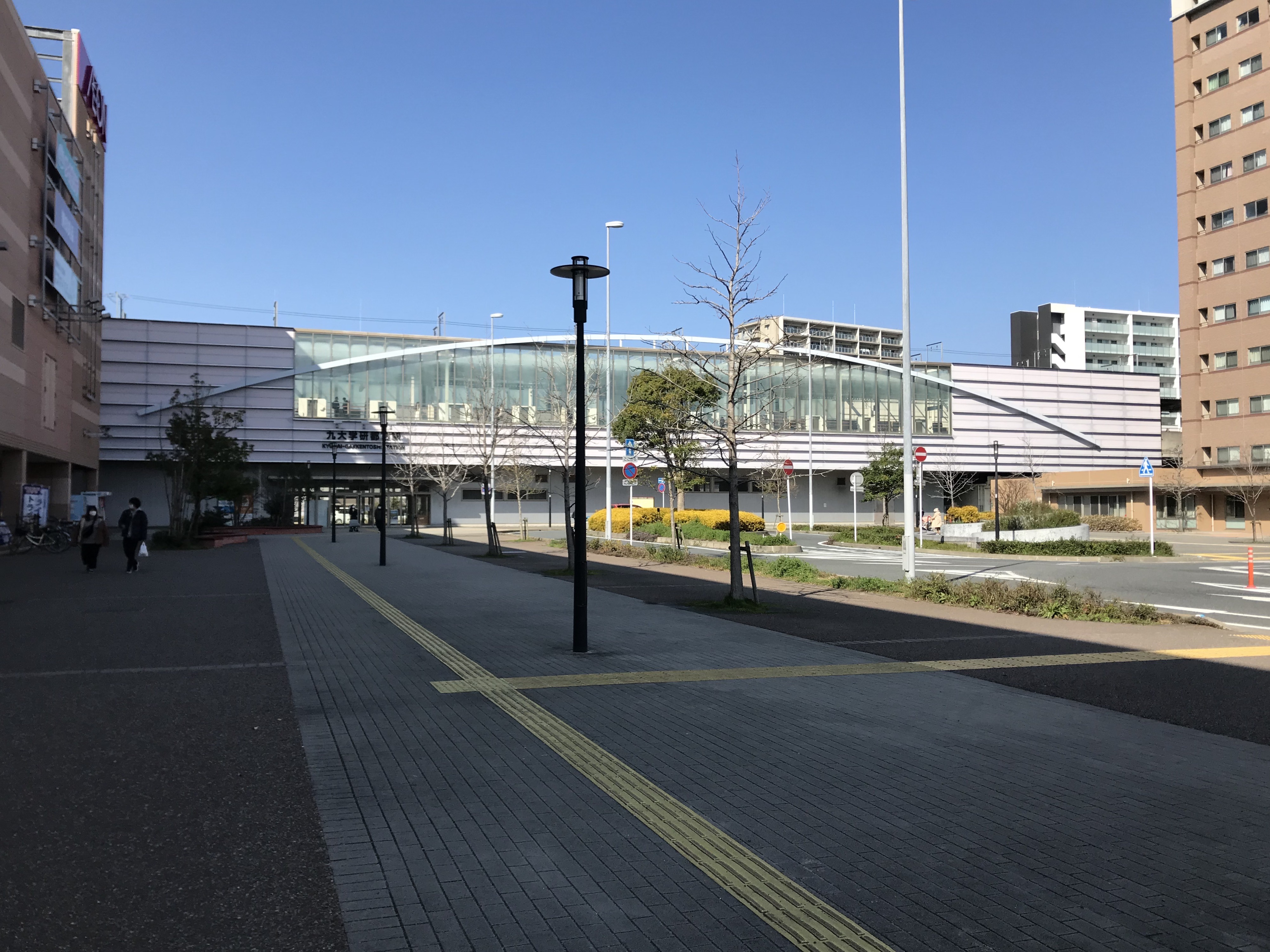
南口(2020年3月)

九大學研都市站（日语：／ Kyūdai-Gakkentoshi eki */?）是位於福岡縣福岡市西區北原，屬於九州旅客鐵道（JR九州）的筑肥線車站。車站編號為JK04。
此站於2005年10月1日啟用，與九州大學伊都校園一同開幕，同時成為該校的玄關口。此站是快速停車站（只限平日）。自2014年3月15日起，於星期六與假日行駛的快速列車也停靠此站。

## 歷史
隨著九州大學遷移項目，以及作為伊都土地整理項目的一環而建設此站。在今宿至周船寺之間於1999年高架化時，於高架路段預留位置建設此站。在2005年九州大學伊都校園開幕同日車站也啟用。

### 年表
- 2005年（平成17年）9月23日：車站啟用。
- 2010年（平成22年）3月13日：此站可以使用IC卡「SUGOCA」[2]。
- 2013年（平成25年）10月28日：隨著實際新的地址系統，車站地址由福岡市西區大字德永103番2號變為福岡市西區北原一丁目1番1號。
- 2014年（平成26年）3月15日：星期六、日及假期也成為快速停車站[1]。
- 2017年（平成29年）11月21日：於2號月台上裝設由音樂館（日语：音楽館）、日本信號製作的輕量型月台閘門，並開始試驗閘門[3]。
- 2018年（平成30年）9月25日：於1號月台上也裝設輕量型月台閘門，並繼續試驗閘門[4]。
- 2019年（平成31年）2月1日：輕量型月台閘門結束試驗，並開始正式使用[5]。同時，JR九州向製造商取得月台閘門[3][5]。

## 車站構造

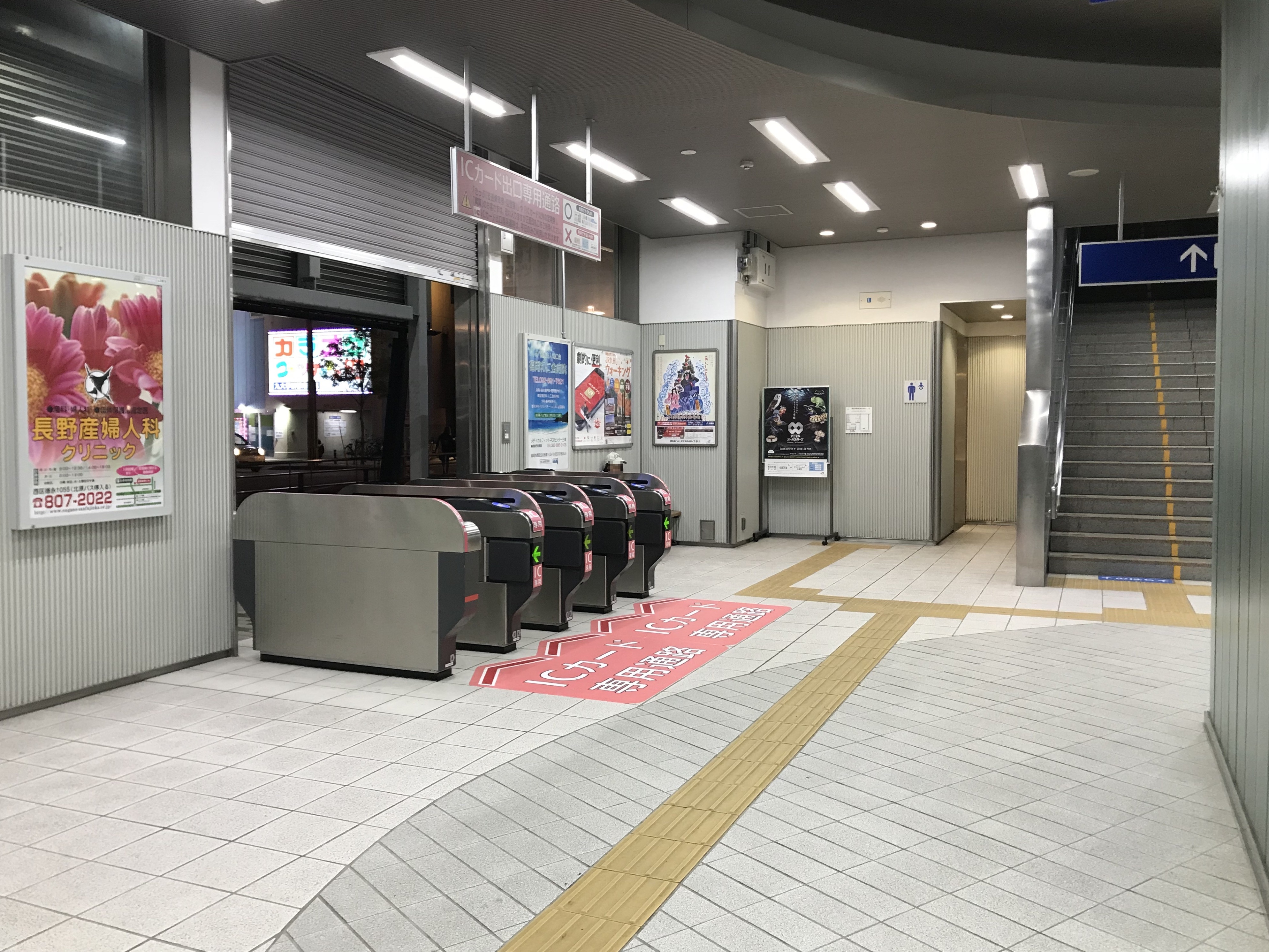
驗票閘口(2018年10月)

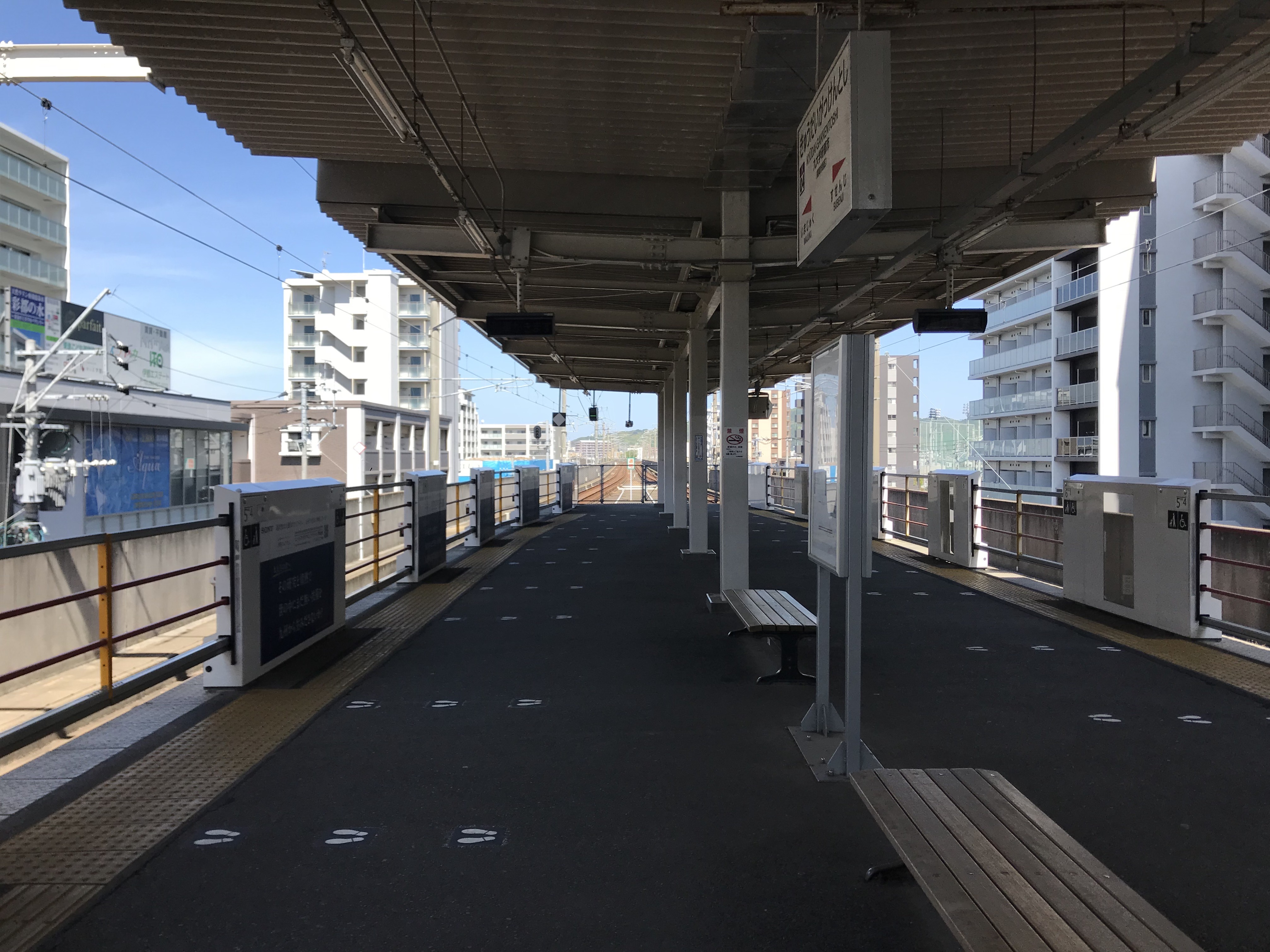
月台(2020年5月)

本站是高架車站，設有1面2線的島式月台。此站是業務委託車站，並委托JR九州服務支援負責車站業務。此站設有綠色窗口（MARS系統）和自動閘機，此站可以使用SUGOCA等IC卡。站內設有由九大的大學生協經營的商店、房地產店、牙科醫院和居酒屋。商店在2012年8月結業，9月在原址開設FamilyMart和咖啡廳。

### 月台
| 月台 | 路線   | 上下行 | 方向                 |
| ---- | ------ | ------ | -------------------- |
| 1    | 筑肥線 | 上行   | 天神、博多、機場方向 |
| 2    | 筑肥線 | 下行   | 西唐津方向           |

## 使用狀況
在2019年（令和元年）度，1日平均乘車人次為9,660人，在JR九州車站中，僅次於長崎站排名15位
| 乘車人次變化 | 乘車人次變化 |
| 年度         | 1日平均人次  |
| ------------ | ------------ |
| 2005年       | 1,278        |
| 2006年       | 3,085        |
| 2007年       | 3,652        |
| 2008年       | 4,122        |
| 2009年       | 4,957        |
| 2010年       | 5,799        |
| 2011年       | 6,257        |
| 2012年       | 6,610        |
| 2013年       | 7,173        |
| 2014年       | 7,542        |
| 2015年       | 8,036        |
| 2016年       | 8,264        |
| 2017年       | 8,695        |
| 2018年       | 9,535        |
| 2019年       | 9,660        |

## 車站周邊
車站位於福岡市西邊。國道202號（現時道路）位於車站南邊500米，國道202號（今宿繞道）和福岡前原收費道路位於車站南邊600米。距離幹線道路以外地方，於車站啟用前周邊都是廣寬的農田。隨著九州大學伊都校園開校，此站成為了交通據點，車站前開設了不同的商業設施。
此站是九州大學伊都校園的玄關口。車站距離校園5公里，因此基本上來往此站與校園之間不會步行，而設有校巴與一船巴士路線連接兩地。車站前經常有的士等待。
- AEON Mall福岡伊都（日语：イオンモール福岡伊都）
- 福岡市西區公所西部出張所、西部圖書館
- 福岡縣立玄洋高等學校（日语：福岡県立玄洋高等学校）
- 福岡舞鶴誠和中學·福岡舞鶴高等學校（日语：福岡舞鶴誠和中学校・福岡舞鶴高等学校）
- 福岡市立玄洋小學（日语：福岡市立玄洋小学校）
- 株式會社 Braveridge 總部
- 九州大學伊都校園
- 九大學研都市站前郵局

## 巴士路線
昭和巴士
九州大學線

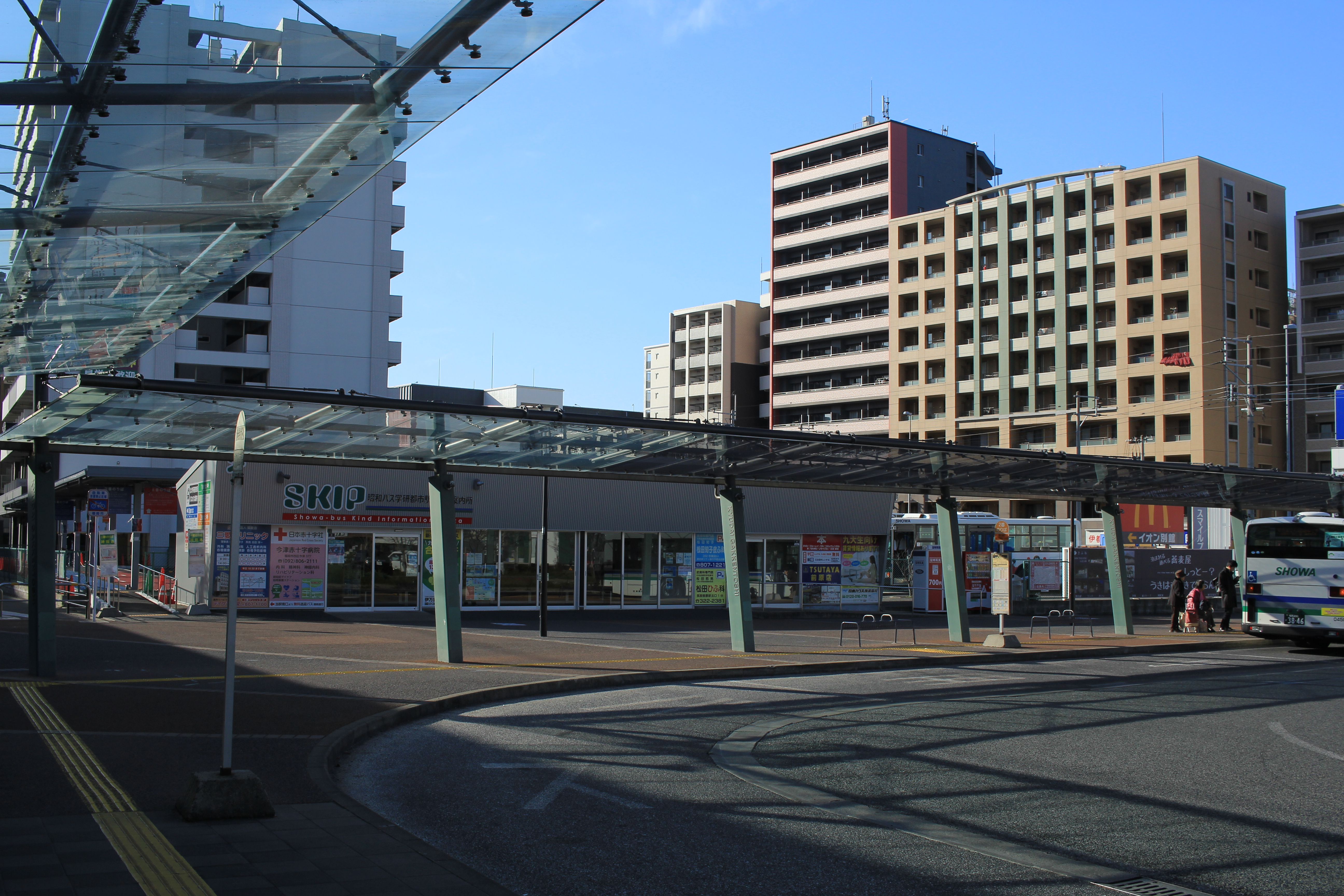
北出口迴旋路巴士站（1、2號乘車處）

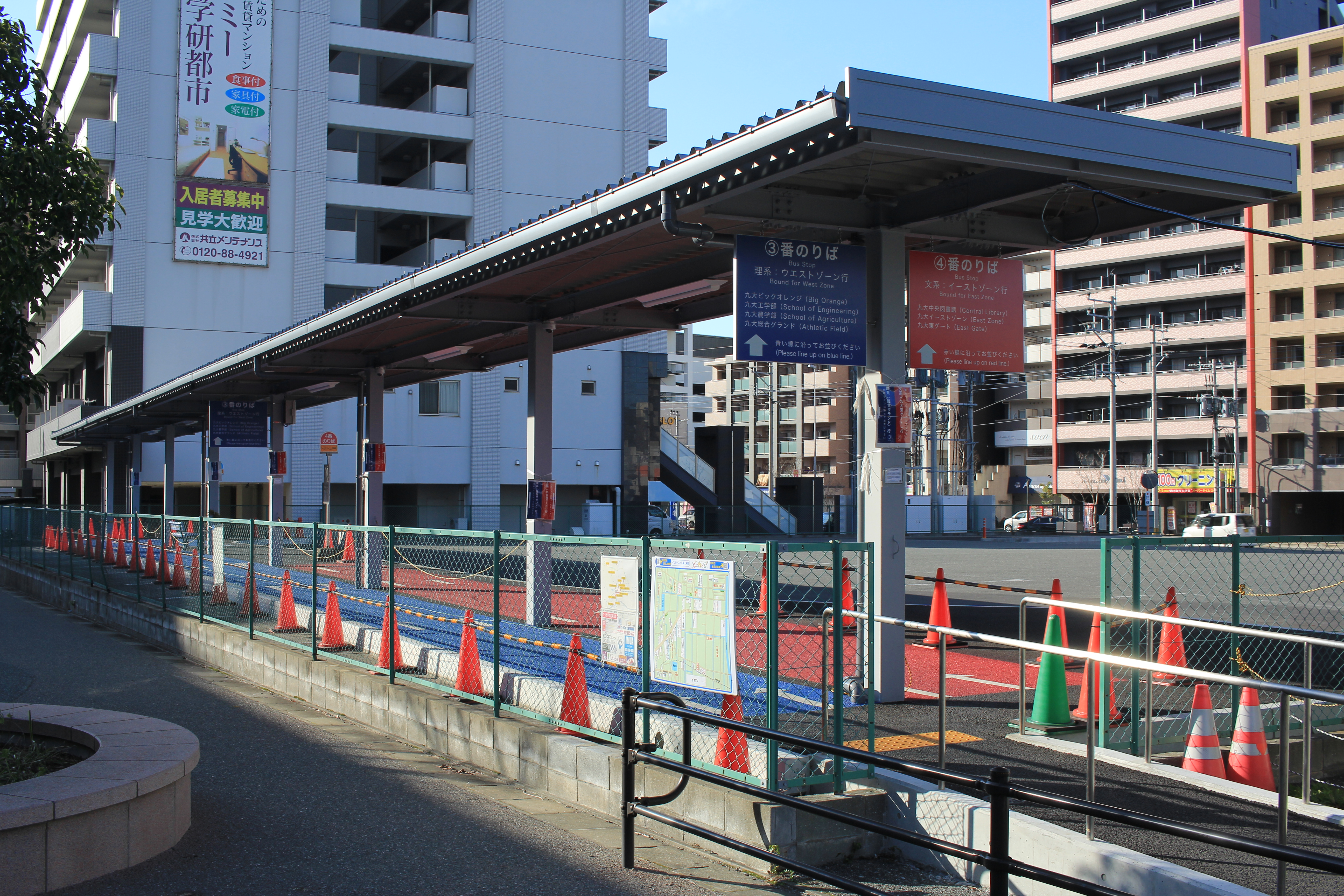
於昭和自動車私有地設置的巴士站（3、4號乘車處）

[1A] 九大學研都市站→北原→周船寺→富士見→九大東閘→九大綜合場(→伊都營業所 或 九大伊都協奏館)
[1B] 九大學研都市站→北原→周船寺→富士見→産學連攜交流中心→九大綜合場
[2] 九大學研都市站→濱濱西→九大東閘→九大綜合場(→伊都營業所 或 九大伊都協奏館)
[3A] 九大學研都市站→（經學園通）→產學連攜交流中心九大綜合場
[3B] 九大學研都市站→（經學園通）→元岡→九大綜合場
[4] 九大學研都市站→（經學園通）→產學連攜交流中心→九大東閘
西之浦線
[5A] 九大學研都市站→今宿站前→今津→大原→小田→宮之浦→西之浦
[5B] 九大學研都市站→橫濱西→今津→大原→小田→宮之浦→西之浦

## 其他
- 筑肥線的姪濱站、下山門站、今宿站、九大學研都市站和周船寺站5站都是在福岡市內，但是於市內其他JR車站與JR線不同，這些車站不是在旅客營業規則（日语：旅客営業規則）上的「福岡市內」車站。

## 相鄰車站
九州旅客鐵道（JR九州）
筑肥線
■快速（星期六、日及假日）
姪濱（JK01）－九大學研都市（JK04）－筑前前原（JK08）
■快速（平日）、■普通
今宿（JK03）－九大學研都市（JK04）－周船寺（JK05）

## 注腳
1. 1 2  平成26年春 筑肥線ダイヤ改正 （页面存档备份，存于）（日語） - 九州旅客鐵道，2014年1月31日。
2. ↑  . 交通新聞 (交通新聞社). 2010-03-16: 3 （日语）.
3. 1 2   (PDF) (新闻稿). 九州旅客鉄道. 2017-09-28  [2017-09-30]. （原始内容存档 (PDF)于2017-09-29） （日语）.
4. ↑   (PDF) (新闻稿). 九州旅客鉄道.   [2018-08-27]. （原始内容存档 (PDF)于2018-08-27） （日语）.
5. 1 2   (PDF) (新闻稿). 九州旅客鉄道. 2019-01-25  [2019-01-27]. （原始内容存档 (PDF)于2019-01-27） （日语）.
6. 1 2   (PDF). 九州旅客鉄道.   [2020-08-24]. （原始内容存档 (PDF)于2020-08-24） （日语）.
7. 1 2 3 4 5  糸島市統計白書（運輸、交通） 九州旅客鐵道不同站的上下車人次（JR筑肥線）
8. ↑  . 九州旅客鉄道.   [2020-11-13]. （原始内容存档于2012-11-21） （日语）.
9. ↑  . 九州旅客鉄道.   [2020-11-13]. （原始内容存档于2015-03-09） （日语）.
10. ↑  . 九州旅客鉄道.   [2020-11-13]. （原始内容存档于2016-01-19） （日语）.
11. ↑  . 九州旅客鉄道.   [2020-11-13]. （原始内容存档于2016-01-21） （日语）.
12. ↑  . 九州旅客鉄道.   [2020-11-13]. （原始内容存档于2015-12-11） （日语）.
13. ↑  . 九州旅客鉄道.   [2020-11-13]. （原始内容存档于2016-09-07） （日语）.
14. ↑   (PDF). 九州旅客鉄道.   [2020-08-31]. （原始内容 (PDF)存档于2017-08-01） （日语）.
15. ↑   (PDF). 九州旅客鉄道.   [2020-08-24]. （原始内容 (PDF)存档于2019-07-06） （日语）.
16. ↑   (PDF). 九州旅客鉄道.   [2020-03-27]. （原始内容存档 (PDF)于2020-03-15） （日语）.

## 外部連結
- 九大學研都市（車站資訊） - 九州旅客鐵道（日語）
- 從相片觀看JR九大學研都市站周邊的開發狀況（福岡商場） （页面存档备份，存于）（日語）